# Duck typing
Duck typing är ett koncept inom objektorienterad programmering. Det är en tillämpning av anktestet, det vill säga, om det går som en anka och kvackar som en anka då måste det vara en anka. Testet används för att avgöra om ett objekt kan användas i en viss operation. Vid normal typning bestäms lämpligheten av ett objekts datatyp. Vid duck typing bestäms ett objekts lämplighet av förekomsten av vissa metoder och egenskaper snarare än själva objektets datatyp.